# ريكا ناريماتسو
ريكا ناريماتسو (乗松 瑠華) (30 يناير 1996 في أغيو في اليابان – )؛ هي لاعبة كرة قدم كانت تلعب كمدافع. ولعبت مع منتخب اليابان لكرة القدم للسيدات.

## وصلات خارجية
- ريكا ناريماتسو على موقع الاتحاد الدولي (مؤرشف)  (الإنجليزية)
- ريكا ناريماتسو على موقع إي إس بي إن إف سي (الإنجليزية)
- ريكا ناريماتسو على موقع قاعدة بيانات كرة القدم.إي يو (الإنجليزية)
- ريكا ناريماتسو على موقع Soccerbase.com (لاعب) (الإنجليزية)
- ريكا ناريماتسو على موقع Soccerway.com (الإنجليزية)
- ريكا ناريماتسو على موقع عالم كرة القدم.نت (الإنجليزية)